# Phaeochlaena integra
Phaeochlaena integra är en fjärilsart som beskrevs av Felder 1868. Phaeochlaena integra ingår i släktet Phaeochlaena och familjen tandspinnare. Inga underarter finns listade i Catalogue of Life.